# MassiveGood
MassiveGood est un programme humanitaire lancé le 4 mars 2010 par la Fondation du Millénaire d'abord aux États-Unis puis dans d'autres pays occidentaux. Il consiste à offrir la possibilité à des voyageurs internationaux de faire des micro-dons (2$, 2€ ou 2£) au moment où ils achètent un billet d'avion, louent une voiture ou réservent une chambre d'hôtel. Les sommes collectées sont destinées à des œuvres humanitaires dans le domaine de la santé gérées par le programme Unitaid, présidé par Philippe Douste-Blazy. Le programme est annulé fin 2011.
Son premier projet de ce type - appelé MassiveGood - a été lancé le 4 mars et offrira aux voyageurs la possibilité d'ajouter une micro-contribution de 2 $, 2 £ ou 2 € à l'achat d'une réservation de voyage, tous les bénéfices étant reversés à la lutte contre le VIH. /SIDA, paludisme et tuberculose.